# Mutiny on the Blackhawk
Mutiny on the Blackhawk és una pel·lícula d'aventures estatunidenca de 1939, dirigida per Christy Cabanne. És protagonitzada per Richard Arlen, Andy Devine i Constance Moore, i es va estrenar l'1 de setembre de 1939.

## Argument
La història tracta sobre la fugida d'esclaus entre Hawaii i Califòrnia el 1840, amb un motí salvatge a bord d'un vaixell d'esclaus a alta mar, el bescanvi de nadius per l'esclavitud en un paradís tropical i escenes de batalla entre colons enfurismats de Califòrnia i l'exèrcit mexicà.

## Repartiment
- Richard Arlen com Capità Robert Lawrence
- Andy Devine com Slim Collins
- Constance Moore com Helen Bailey
- Noah Beery com Capità
- Guinn Williams com Mate
- Ray Mala com Woni
- Thurston Hall com Sam Bailey
- Paul Fix com Jack
- Richard Lane com Kit Carson